# Atos Wirtanen
Atos Kasimir Wirtanen (27. leden 1906, Saltvik – 10. březen 1979, Helsinky) byl finský levicový intelektuál, kulturní kritik, novinář, politik a spisovatel. V letech 1936 až 1954 byl poslancem finského parlamentu Eduskunta za Finskou sociálně demokratickou stranu (SDP), respektive za Demokratický svaz finského lidu (SKDL).

## Biografie
Atos Wirtanen vyrostl ve vesnici Långbergsöda v obci Saltvik ve finsky mluvící rolnické rodině. Rodiči rodiny s devíti dětmi byli farmář Karl Robert Wirtanen (* 1869), narozený v obci Helgeboda na ostrově Kemiö (Kimito), a Eva Amanda Lundelin (* 1874) z obce Maarian na ostrově Hirvensalo, která se v roce 1900 přestěhovala na Ålandy. Wirtanen navštěvoval obecnou školu pouze čtyři roky, dokud ho ve věku 13 let smrt jeho otce nedonutila přejít do pracovního života. V letech 1919 až 1924 působil v Åland-lehti jako skladnický učeň a zároveň se připojil k dělnickému hnutí. Během finské občanské války byl zastáncem bílých, ale po vyslechnutí příběhů svého strýce, který sympatizoval s rudými, o hrůzách zajateckých táborů, se v myšlení obrátil doleva.
Wirtanen byl jedním z předních finských levicových intelektuálů své doby: byl znám jako filozof, volnomyšlenkář a demokratický socialista. Byl také jedním z nejvýraznějších zastánců jednoty dělnického hnutí, který otevřeně podporoval spolupráci sociálních demokratů a komunistů. Během pokračovací války patřil k tzv. mírové opozici. Wirtanen, který zastupoval sociální demokraty, vstoupil po válce do Demokratického svazu finského lidu (SKDL), které ale v 50. letech opustil.

## Soukromý život
Byl blízkým přítelem a milencem umělkyně Tove Jansson, pro kterou byl důležitým zdrojem inspirace. Wirtanen a Lars Jansson se stali předlohou pro postavu Šňupálka v příbězích o muminech. Kromě toho byl Wirtanen i předlohou pro postavu Vikinga Sunda v románu Jörna Donnera Otec a syn z roku 1985. 
V roce 1954 se jeho manželkou stala tanečnice Irja Hagfors.

## Dílo

### Ve finštině
- Yhtynyt Pohjola : huomispäivän välttämättömyys. Helsinki: Söderström & Co, 1943.
- Sosialidemokratian tie. Helsinki: tekijä, 1948.
- Eteenpäin – mutta miten? Ajatuksia työväenliikkeen yhteistyöstä ja yhtenäisyydestä. Helsinki: Sosialistinen yhtenäisyyspuolue, 1951.
- Tekniikka ja ihminen : darwinistis-marxilaisia näköaloja. Helsinki: tekijä, 1951.
- August Strindberg : Ihminen ja kirjailija. Helsinki. Helsinki/Porvoo: WSOY, 1962.
- Pimeitä voimia vastaan. Helsinki: Aalto, 1964.
- Salaiset keskustelut : eduskunnan suljettujen istuntojen pöytäkirjat 1939-1944. Helsinki: Caius Kajanti, 1967.
- Lenin : Elämä ja työ. Helsinki: Tammi, 1970.
- Poliittiset muistelmat. Helsinki: Otava, 1972.

### Ve švédštině
- Den skapande handen. Helsingfors: tekijä, 1931.
- Kaos och kristall. Helsingfors: Söderström, 1935.
- Svenska folkpartiet, socialdemokratin och det förestående valslaget. Helsingfors: Finlands svenska arbetarförbund, 1939.
- Stoft och öde. Helsingfors: Söderström, 1941.
- Amor fati : dikter. Stockholm: Bonnier, 1942.
- Ett enat Norden : morgondagens nödvändighet. Helsingfors: Söderström, 1942.
- Nietzsche : den otidsenlige. Helsingfors: Söderström, 1942.
- Ofärd och gryning : artiklar åren 1933-1946. Helsingfors: Arbetarförlaget, 1945.
- Atos Wirtanen skriver brev till en kamrat. Helsingfors: tekijä, 1945.
- Socialdemokratins väg. Helsingfors: tekijä, 1948.
- Framåt – men hur? Tankar om arbetarrörelsens samverkan och enhet. Helsingfors: Socialistiska enhetspartiet, 1951.
- Framtida. Helsingfors: tekijä, 1951.
- Tekniken och människan : ett darwinistiskt-marxistiskt perspektiv. Helsingfors: tekijä, 1951.
- Mygg med musköt. Helsingfors: tekijä, 1951.
- Tekniken, människan, kulturen : teknokratisk historietolkning. Uppsala: Bokgillet, 1959.
- August Strindberg : Liv och dikt. Helsingfors: Söderström, 1962.
- Mot mörka makter. Helsingfors: Söderström, 1963.
- Aforistik i urval. Helsingfors: Söderström, 1965.
- Politiska minnen. Helsingfors: Söderström, 1973. ISBN 951-52014-4-6.
- Och så vidare? : betraktelser av en utopist i vår tid. Helsingfors: Söderström, 1984. ISBN 951-52092-5-0.